# Rue Malaïa Morskaïa

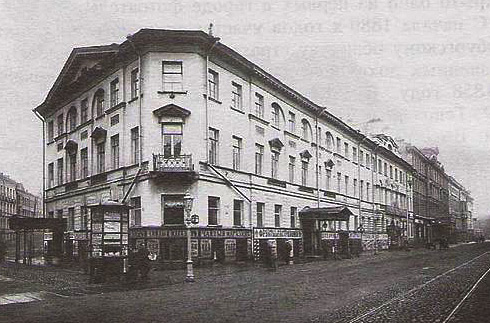
Vue de l'angle de la Perspective Nevski et de la rue Malaïa Morskaïa qui ouvre sur la gauche. Cette photographie a été prise en 1907, avant la construction, en 1912, de l'immeuble de la banque Wawelberg à cet emplacement.

La rue Malaïa Morskaïa est une rue de Saint-Pétersbourg.

## Situation et accès
Située dans le quartier de l’Amirauté du centre historique de la ville, elle s’étend de la perspective Nevski à la place Saint-Isaac.

## Historique
Cette rue a été percée pour marquer la limite avec l’esplanade de l’Amirauté. Cette dernière servait de défense de la ville.
Elle fut construite au XVIIIe siècle. Les rues au nord, quant à elles, servaient de lieu de défense pour le chantier naval de la ville, en cas d’attaque ennemie. Rapidement des maisons sont bâties pour accueillir les ouvriers du chantier, ainsi que des marins ou des employés du palais impérial en construction. C’étaient de petites maisons de bois, sans étage supérieur, entourées de palissades. Les habitants plus fortunés de la ville s’installaient, quant à eux, dans le secteur de la rue Millionnaïa.
La rue (qui signifie petite rue Marine en français) devient peu à peu un des lieux de la bonne société lorsque l’on construit des maisons en pierre et que le club anglais ouvre ses portes au no 17, en 1770, remplacé deux ans plus tard par la société musicale.
C’était l’une des rues pétersbourgeoises des plus élégantes avant la révolution de 1917.
Entre 1909 et 1931, ce fut le lieu de la société impériale d’entraide des artistes, nommée société Kouïndji (du nom du peintre), après la révolution.
Le fameux atelier de photographie de William Carrick (1827-1878), qui fut le premier en Russie, s'installa dans cette rue, au no 19, au milieu du XIXe siècle.
La rue Malaïa Morskaïa était desservie par la première ligne de trolleybus de Saint-Pétersbourg (à l’époque Léningrad), ouverte le 21 octobre 1936. Elle s’appelait alors rue Gogol. Le trajet de cette ligne allait de la place rouge (aujourd’hui place Alexandre-Nevski) à la place du Travail en passant par la perspective du 25-Octobre (aujourd’hui Perspective Nevski), la rue Gogol (aujourd’hui rue Malaïa Morskaïa), et le boulevard des Syndicats (aujourd’hui boulevard de la Garde-à-cheval). Les trolleybus étaient produits par l’usine automobile de Iaroslavl (Yaroslavski gossoudarstvenny avtomobilny zavod) et étaient de type YaTB-1 (ЯТБ-1).

## Bâtiments remarquables et lieux de mémoire
- Nicolas Gogol habita dans une aile du no 17, de l’été 1833 à l’été 1836
- Ivan Tourguéniev loua un appartement au no 2, en 1880 et 1881
- Piotr Tchaïkovski habita au Grand hôtel du no 18 et mourut le 6 novembre (25 octobre) 1893 au no 13, dans l’appartement de son frère Modeste. Sa mort fut causée par « un choléra inattendu et soudain[1]. »

## Source
- (ru) Cet article est partiellement ou en totalité issu de l’article de Wikipédia en russe intitulé « Малая Морская улица (Санкт-Петербург) » (voir la liste des auteurs).